# Bataille de Calloo
Guerre de Quatre-Vingts Ans
Batailles
- Chronologie de la guerre de Quatre-Vingts Ans
- Valenciennes
- Austruweel
- Rheindalen
- Heiligerlee
- Jemmingen
- Jodoigne
- Brielle
- 1er Flessingue
- Malines
- Goes
- Mons
- Haarlem
- 2e Flessingue
- Borsele
- Zuiderzee
- Alkmaar
- Leyde
- Reimerswaal
- Mook
- Lillo
- Zierikzee
- 1er Anvers
- 1er Bréda
- Gembloux
- Rijmenam
- 1er Deventer
- Maastricht
- 2e Bréda
- Açores
- 2e Anvers
- 3e Anvers
- Boksum
- Zutphen
- 1er Berg-op-Zoom
- Gravelines
- 3e Bréda
- 2e Deventer
- Groningue
- Huy
- 1er Groenlo1
- 2e Groenlo
- Turnhout
- Nieuport
- Ostende
- L'Écluse
- 3e Groenlo
- Saint-Vincent
- Gibraltar
- Saint-Vincent (1621)
- 2e Berg-op-Zoom
- 4e Bréda
- 4e Groenlo
- Matanzas
- Bois-le-Duc
- Abrolhos
- Slaak
- Maastricht
- 5e Bréda
- Cabañas
- Calloo
- Les Downs
- Saint-Vincent (1641)
- Hulst
- Cavite

La bataille de Calloo (en néerlandais : De slag bij Kallo),  livrée le 20 juin 1638 est une victoire espagnole sur les Hollandais. Alors que les troupes néerlandaises dirigées par Guillaume de Nassau-Hilchenbach s'avancent pour encercler Anvers, elles sont repoussées par les forces inférieures en nombre de Ferdinand d'Autriche.

## Contexte
Alors que la guerre entre l'Empire espagnol et les Provinces-Unies est relativement calme, en juillet 1637 Frédéric-Henri d'Orange-Nassau lance une offensive avec 18 000 soldats dans l'actuel Brabant-Septentrional et assiège Bréda. Les forces de Ferdinand d'Autriche ne parviennent pas à lever le siège, et la ville tombe aux mains des Néerlandais. Ferdinand attaque alors dans le Limbourg et prend Venlo et Ruremonde, mais il doit cesser pour lutter contre les forces françaises qui pénètrent dans les Pays-Bas espagnols.
Lors de la campagne de 1638, Philippe IV lui demande de se montrer extrêmement offensif afin d'obtenir une paix négociée et la restitution de territoires, notamment au Brésil, à Bréda, à Rheinberg et à Maestricht.

## Déroulement

### Avancée néerlandaise
Une avant-garde de 6 000 hommes, Néerlandais, Allemands et Écossais, sont envoyés par Guillaume de Nassau avec l'ordre de capturer les positions fortes sur la rive gauche de l'Escaut. La nuit du 13 au 14 juin, la troupe franchit le fleuve au niveau du village de Calloo et s'empare facilement du fort de Liefkenshoek. Il est possible que le commandant du fort ait ouvert les portes en échange d'une forte somme, ou bien qu'il ait négocié sa reddition en échange de la vie sauve. Le reste de la garnison est massacré. Le prince Guillaume s'attaque le lendemain aux forts Sainte-Marie et Isabelle et ordonne de noyer les polders, ce qui échoue en raison de la marée basse. Pendant quatre jours, les sapeurs améliorent les défenses néerlandaises, à l'aide de terre apportée par barge de Fort Lillo. La moitié des troupes néerlandaises est placée dans ces fortifications, l'autre moitié poursuivant le siège des forts Sainte-Marie et Isabelle. Celui-ci tombe le 21 juin.

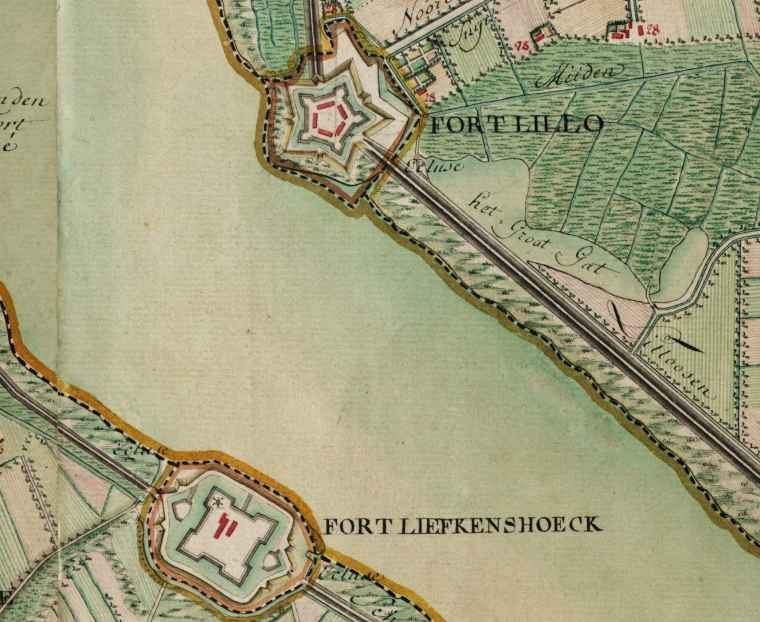
Fort Calloo ou fort Liefkenshoek, face à Fort Lillo.